# 꼬란타군

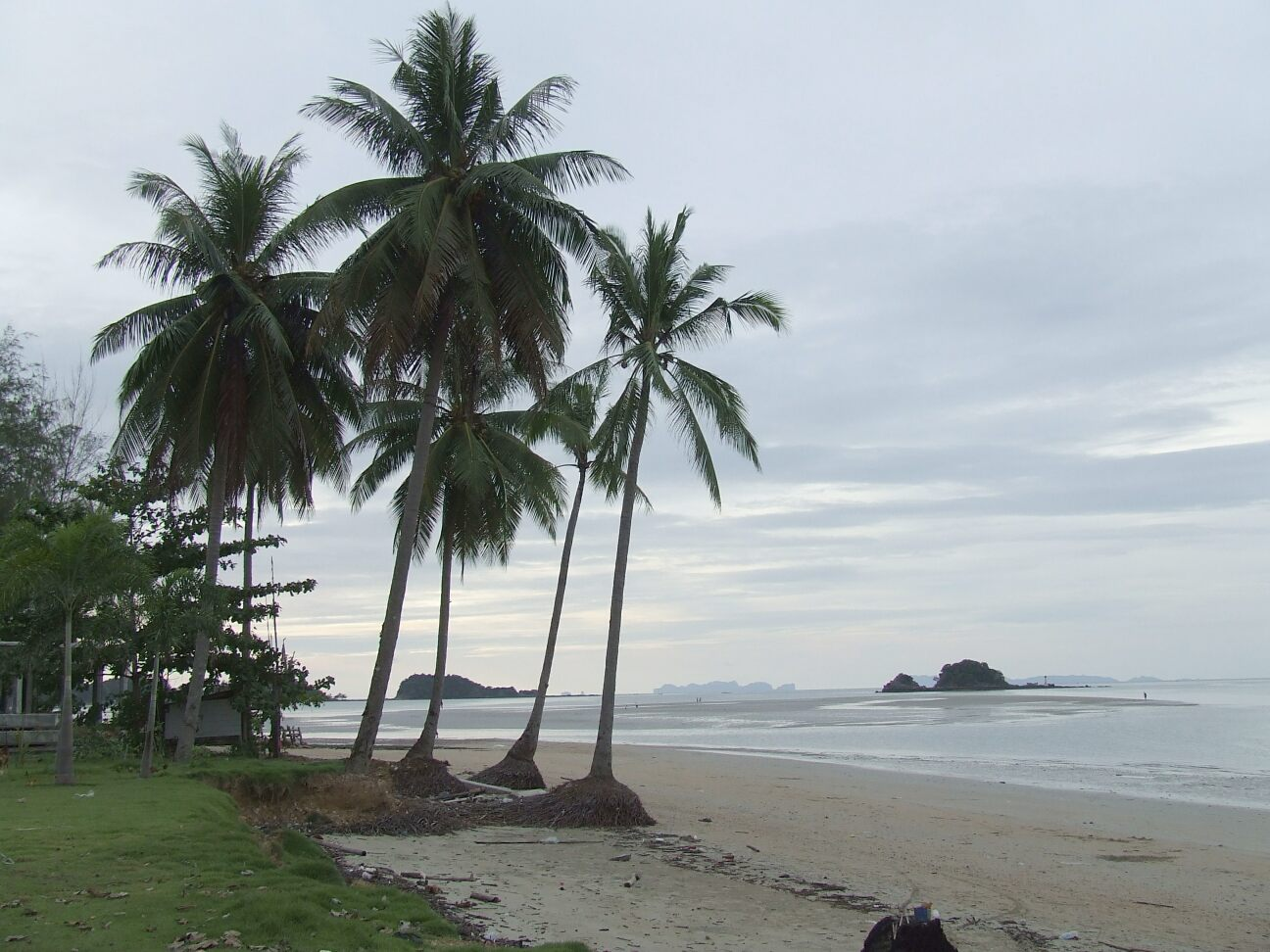

꼬란타군은 끄라비주의 행정 구역이다. 이 지역의 총 인구 수는 2012년 기준으로 3.05만 명이다. 인구 밀도는 81.4km2이다.

## 행정 구역
| 번호 | 지명         | 태국어 지명 | 빌리지 | 인구  |  |
| 1.   | Ko Lanta Yai | เกาะลันตาใหญ่ | 8      | 6,720 |  |
| 2.   | Ko Lanta Noi | เกาะลันตาน้อย | 8      | 5,360 |  |
| 3.   | Ko Klang     | เกาะกลาง    | 10     | 7,835 |  |
| 4.   | Khlong Yang  | คลองยาง     | 6      | 5,860 |  |
| 5.   | Sala Dan     | ศาลาด่าน     | 5      | 4,725 |  |

|  | 이 글은 지리에 관한 토막글입니다. 여러분의 지식으로 알차게 문서를 완성해 갑시다. |